# Pieces of Her
Pieces of Her é uma série de televisão de drama e suspense americana, baseada no romance de mesmo nome de 2018, de Karin Slaughter lançada em 4 de março de 2022 na Netflix.

## Sinopse
Quando uma viagem de sábado à tarde para o shopping com sua mãe acaba de repente em violência, a concepção de uma jovem à deriva de sua mãe é mudada para sempre. Conforme os números do passado de sua mãe começam a ressurgir, ela é forçada a fugir e, nessa jornada, ela começa a juntar a verdade da identidade anterior de sua mãe e revela os segredos de sua infância.

## Elenco

### Principal
- Toni Collette como Laura Oliver
- Bella Heathcote como Andy Oliver
- David Wenham como Jasper Queller
- Jessica Barden como Jane
- Joe Dempsie como Nick
- Jacob Scipio como Michael Vargas
- Omari Hardwick como Gordon Oliver

### Recorrente
- Gil Birmingham como Charlie Bass
- Terry O'Quinn como Martin Queller
- Calum Worthy como Jasper
- Nicholas Burton como Andrew Queller
- Aaron Jeffery

## Episódios

### 1.ª temporada (2022)
| N.º na série | N.º na temp. | Título      | Dirigido por | Escrito por | Lançamento         |
| ------------ | ------------ | ----------- | ------------ | ----------- | ------------------ |
| 1            | 1            | "Episode 1" | Minkie Spiro | ASA         | 4 de março de 2022 |
| 2            | 2            | "Episode 2" | Minkie Spiro | ASA         | 4 de março de 2022 |
| 3            | 3            | "Episode 3" | Minkie Spiro | ASA         | 4 de março de 2022 |
| 4            | 4            | "Episode 4" | Minkie Spiro | ASA         | 4 de março de 2022 |
| 5            | 5            | "Episode 5" | Minkie Spiro | ASA         | 4 de março de 2022 |
| 6            | 6            | "Episode 6" | Minkie Spiro | ASA         | 4 de março de 2022 |
| 7            | 7            | "Episode 7" | Minkie Spiro | ASA         | 4 de março de 2022 |
| 8            | 8            | "Episode 8" | Minkie Spiro | ASA         | 4 de março de 2022 |

## Produção

### Desenvolvimento
Em 5 de fevereiro de 2019, foi anunciado que a Netflix havia dado à produção uma ordem de série para uma primeira temporada. A série foi criada por Lesli Linka Glatter, Charlotte Stoudt e Bruna Papandrea, todas serão produtoras executivas. Enquanto isso Minkie Spiro irá dirigir todos os episódios da primeira temporada. Em 25 de janeiro de 2022, a Netflix anunciou que a série estrearia em 4 de março de 2022.

### Seleção de elenco
Em fevereiro de 2020, Toni Collettee Bella Heathcote foram confirmadas nos papéis principais da série. Em janeiro de 2021, Jessica Barden, David Wenham, Joe Dempsie, Jacob Scipio e Omari Hardwick se juntaram ao elenco principal. Em fevereiro de 2021, Gil Birmingham, Terry O'Quinn e Calum Worthy se juntaram ao elenco em papéis recorrentes. Em abril de 2021, Nicholas Burton e Aaron Jeffery foram escalados para papéis recorrentes.

### Filmagens
As gravações para a primeira temporada eram originalmente esperadas para começar em 16 de março de 2020 e terminar em 17 de julho de 2020 em Burnaby, Colúmbia Britânica. Em junho de 2020, a produção foi reprogramada para começar em 10 de agosto de 2020 e terminar em 22 de dezembro de 2020. As filmagens começaram em janeiro de 2021 em Sydney, Austrália.